# ソノマ・マリンエリア鉄道

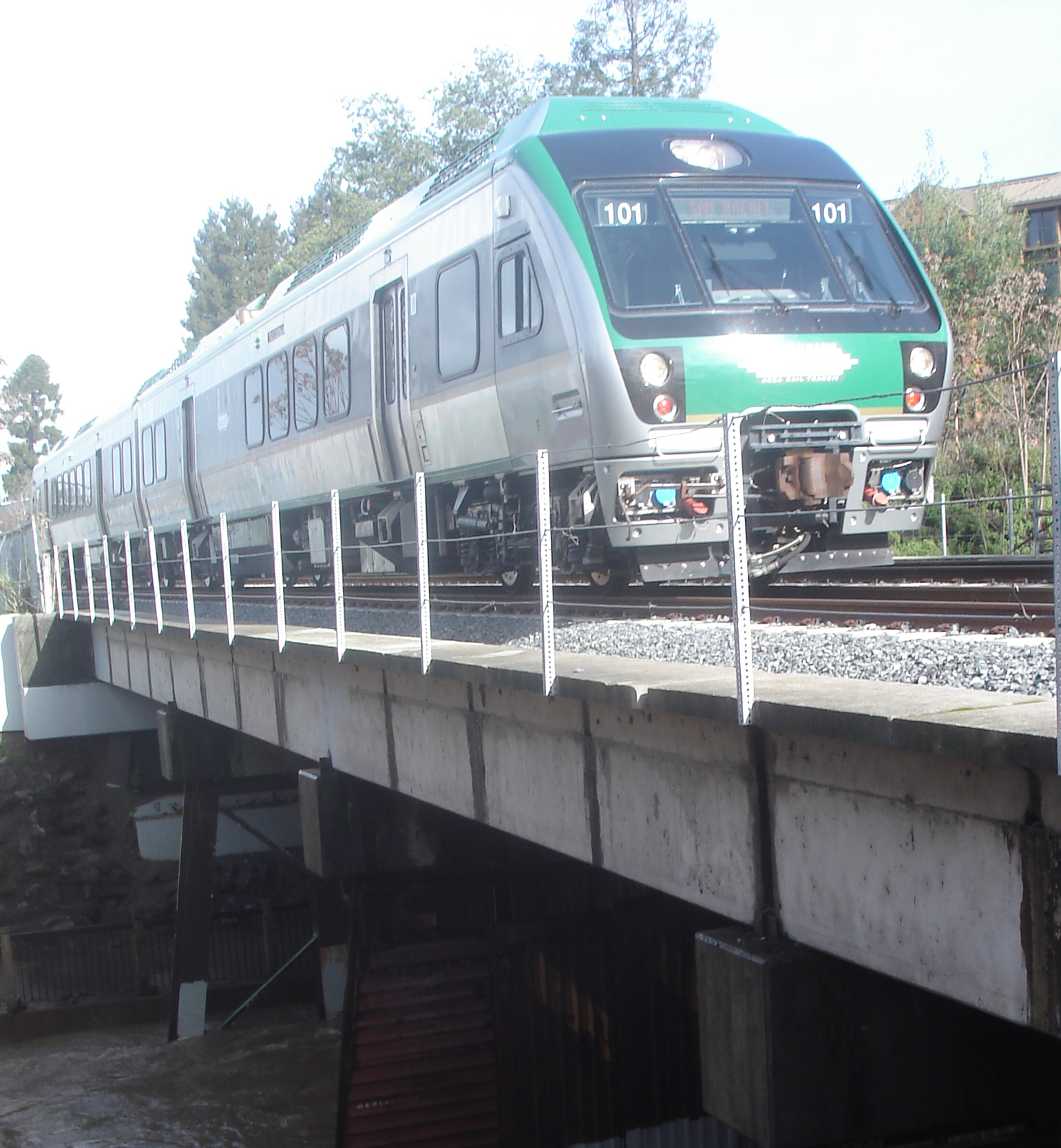
サンタローザクリークに架かる橋を渡るSMART（2017年）

 Sonoma–Marin Area Rail Transit (SMART)ソノマ・マリンエリア鉄道は、アメリカ合衆国カリフォルニア州 ノースベイ（サンフランシスコ・ベイエリア）ソノマ郡およびマリン郡において運行されている単線非電化の鉄道路線である。
マリン郡ラークスパーからソノマ郡ソノマカウンティ空港駅までの約72 kmを運行している。北ソノマ郡グローバーディールまでの約110 kmに延伸する計画がある。

## 運行概要
南行きが平日8本、北行きが平日8本ある。昼間は4時間ほど運行しない時間帯がある。休日は新型コロナウイルス感染症流行の影響で2020年現在は運行されていない。ノースウェスタンパシフィック鉄道の線路を活用しているため貨物列車が走らない時間帯のみに運行されている。
ラークスパーとサンフランシスコはフェリー（en:Golden Gate Ferry）で結ばれている。
ソノマカウンティ空港駅は空港から2.4 km  (1.5 miles)離れている。

### 初期事業セグメントトラックリハビリテーション

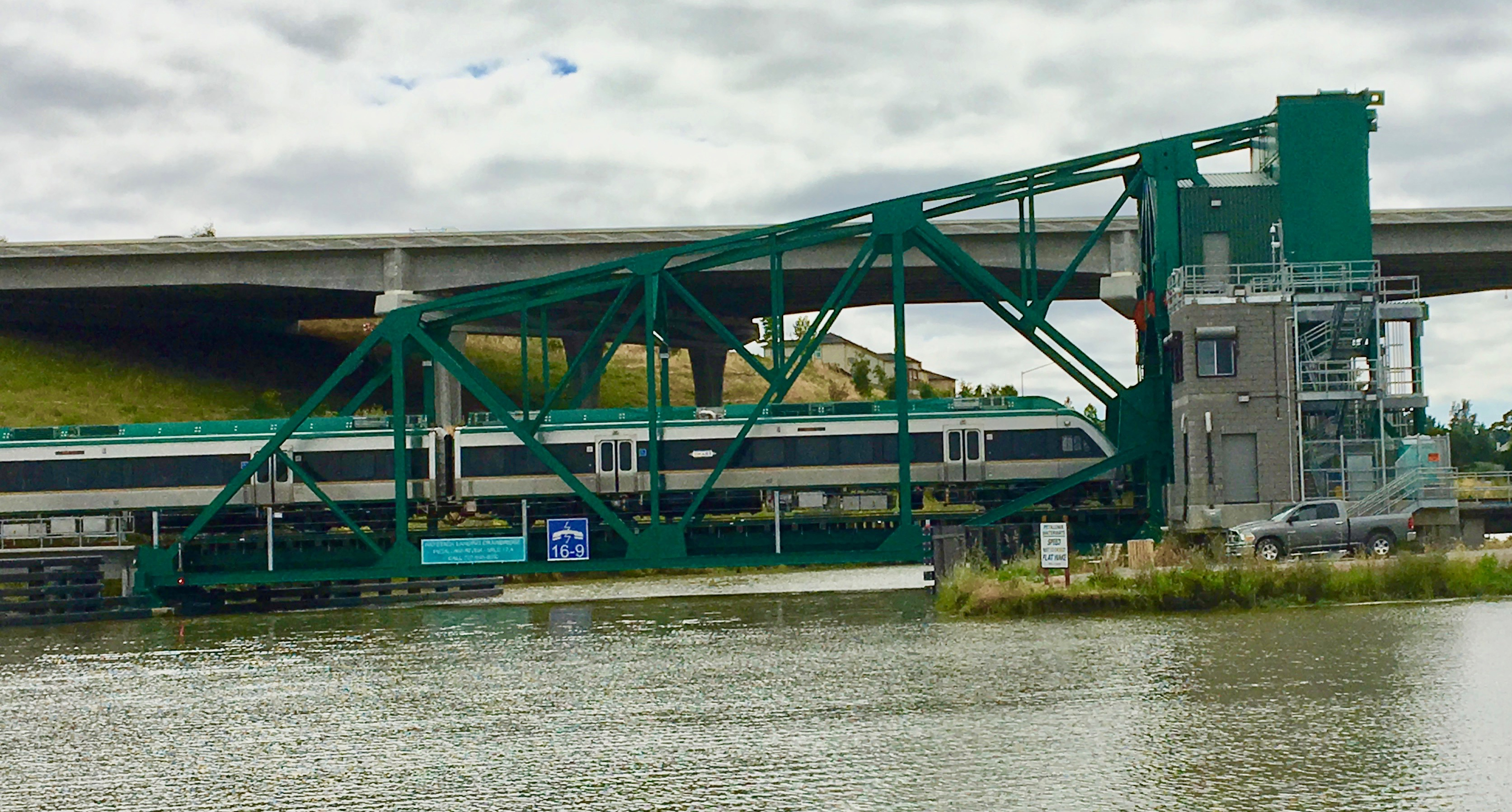
北行きのSMART列車は、以前テキサス州のガルベストンコーズウェイで使用されていた跳ね橋でペトルーマ川を横断する。背景の背の高い橋はUS101

### ラークスパー地区

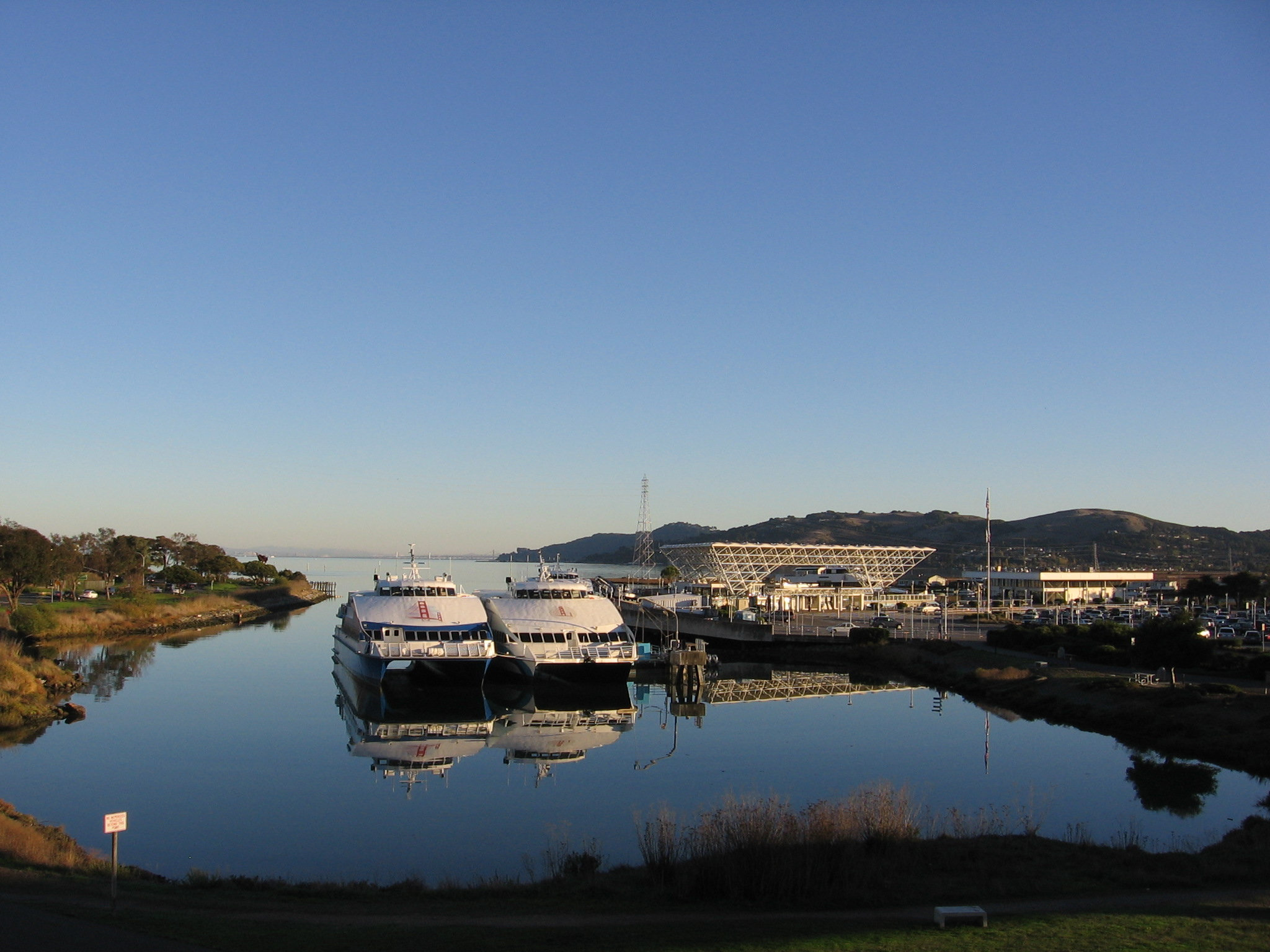
ラークスパーフェリーターミナルでサンフランシスコ行きのフェリーに接続する

## 路線概要

### 元となった貨物路線

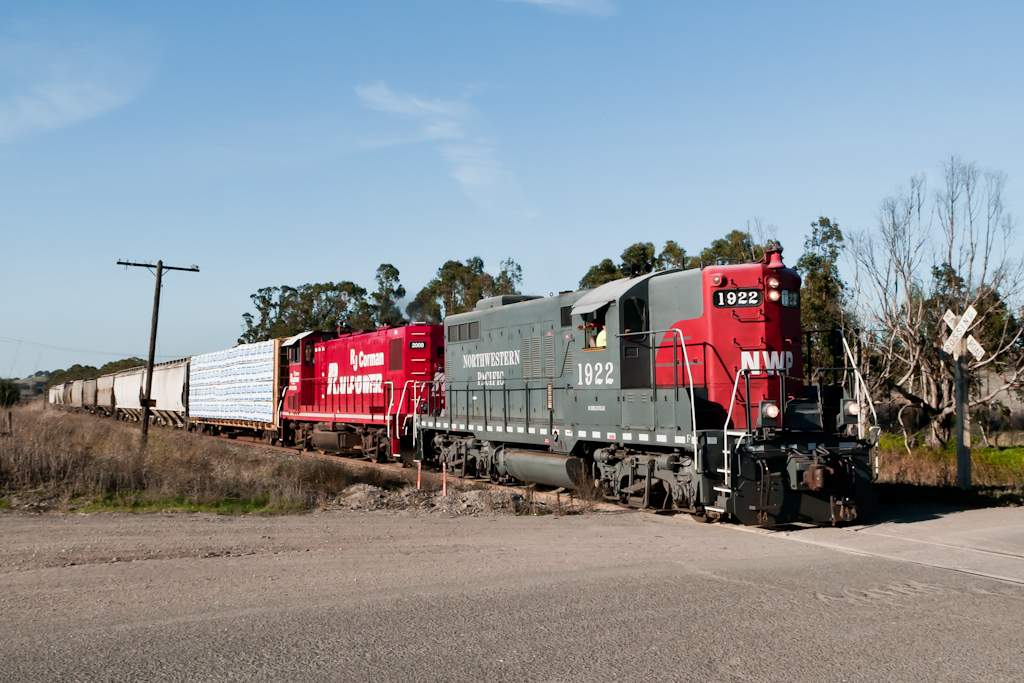
2011年のペタルマ近郊の貨物輸送（信号のアップグレード前）

en: Northwestern Pacific Railroadを参照。

### 駅一覧

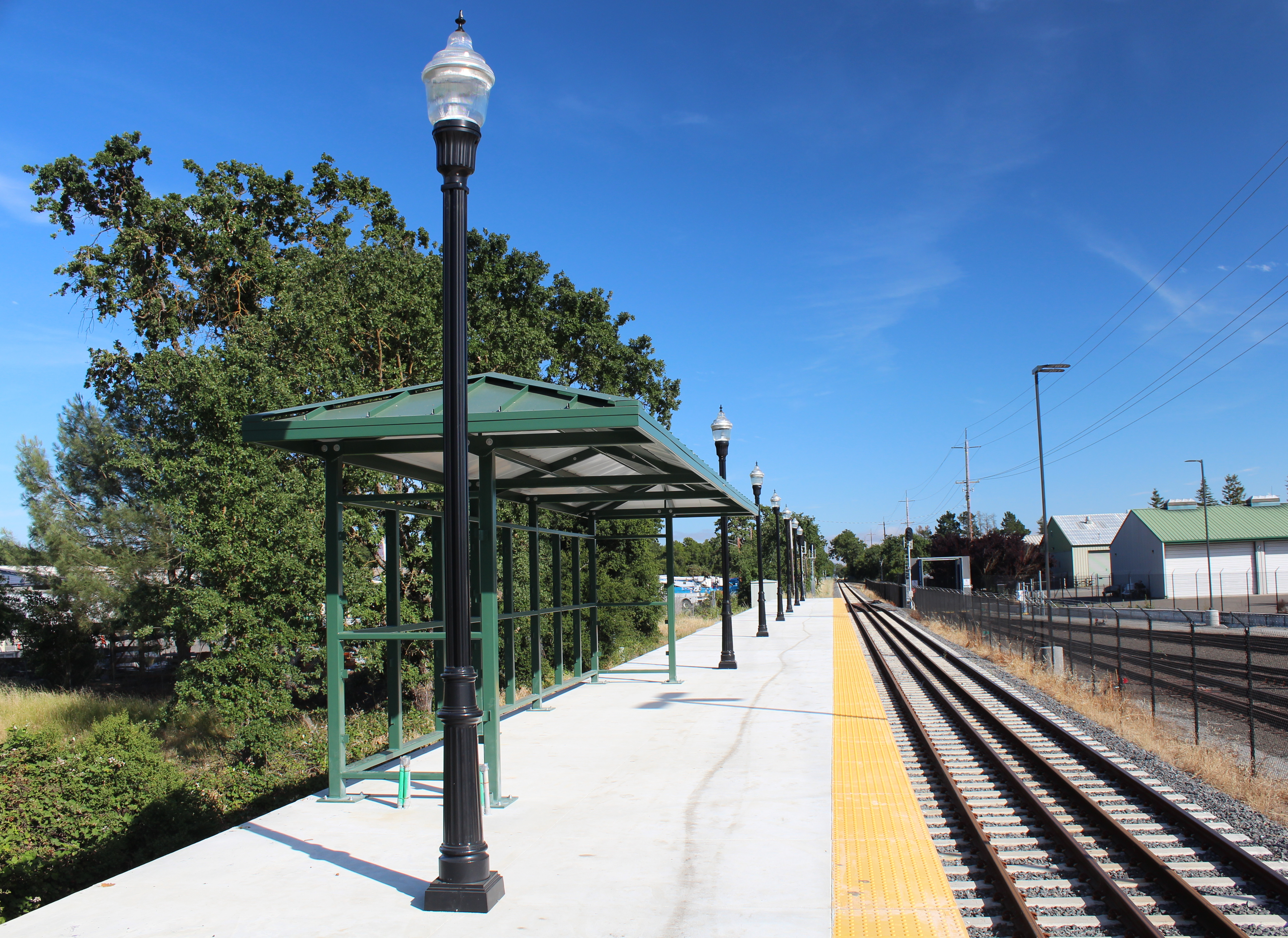
ソノマカウンティ空港駅

- Sonoma County Airport station ソノマカウンティ空港
- Santa Rosa North station
- Santa Rosa Downtown station サンタローザ
- Rohnert Park station ロナートパーク
- Cotati station
- Petaluma Downtown station ペタルーマ
- Novato San Marin station
- Novato Downtown station ノバト
- Novato Hamilton station
- Marin Civic Center station
- San Rafael Transit Center サンラフェル
- Larkspur station ラークスパー

## 車両

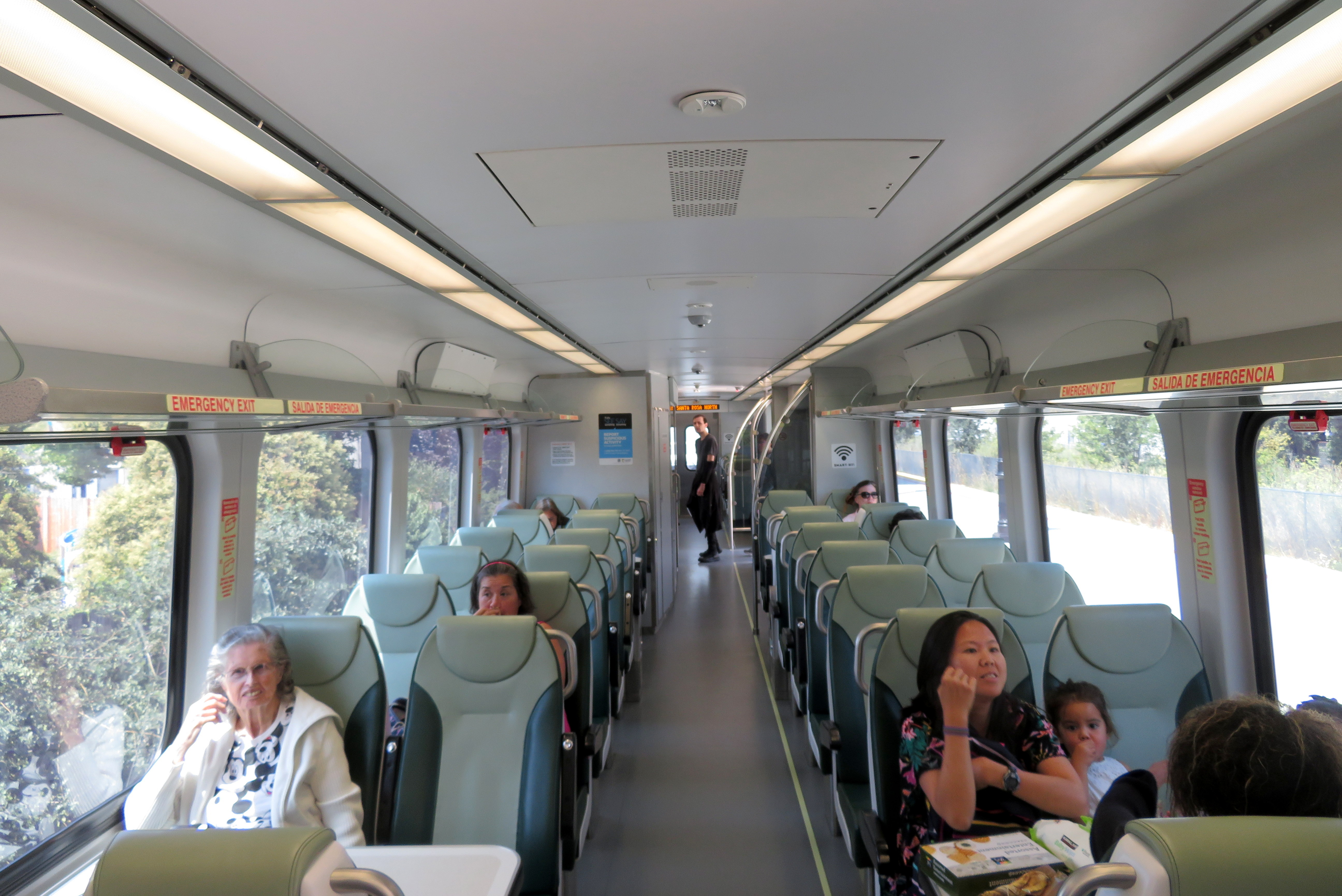
車両内観

日本車輌製造製北アメリカ向け気動車 18編成

## 運賃
信用乗車方式を取っているために改札機はないが、ホームに設置してある機械でクリッパーカードが利用可能。SMART eTicketsを公式アプリで購入することもできる。初乗り運賃は$3.50で、新しい区間に入るごとに$2追加される。1日中乗り通しても$23を超えることはなく、自動的にそれ以上は加算されない。
高齢者、子供、障害者は割引運賃として半額になる。
その他、他の公共交通機関から乗り換える場合は $1.50 (割引運賃を使用している場合は$0.75)割引される。
運賃についての詳細は公式ホームページで確認
- 運賃について